# Леонид
Леони́д (от др.-греч. Λεωνίδας, дословно — «подобный льву; потомок  льва» < λέων «лев» + εἷδος «вид, подобный; потомок») — мужское личное имя древнегреческого происхождения. Имя распространилось в античности благодаря славе спартанского царя Леонида I.
Женская форма: Леони́да. В Италии имя Леонида (Leonida) используется преимущественно как мужское, например: Леонида Тонелли.

## Именины
Даты даны по новому стилю: 8 января, 10 января, 8 февраля, 23 марта, 28 апреля, 29 апреля, 9 июня, 18 июня, 30 июля, 21 августа, 25 августа, 12 сентября, 15 сентября, 28 сентября, 13 октября, 2 ноября, 11 ноября, 12 ноября, 13 ноября.